# Samuel Shapiro
Samuel Sanford Shapiro (13 de julio de 1930) fue un estadístico e ingeniero estadounidense. Es profesor emérito de estadísticas en la Universidad Internacional de Florida. Es conocido por su coautoría de la prueba de Shapiro-Wilk y la prueba Shapiro-Francia. 
Nacido en la ciudad de Nueva York, Shapiro se graduó en el City College de Nueva York con un título en estadística en 1952, y obtuvo una maestría en ingeniería industrial en la Universidad de Columbia en 1954. Sirvió brevemente como estadístico en el Cuerpo Químico del Ejército de EE. UU. Obteniendo un MS (1960) y un PhD (1963) en estadística por la Universidad de Rutgers.
En 1972 se unió a la Facultad de la Universidad Internacional de Florida. En 1987 fue elegido miembro de la Asociación Estadística Americana.